# Chronologie du Cambodge

## Condominium Siamo-annamite (1845-1863)
1845
- Les Khmers, se soulèvent contre l’occupation annamite. Des Vietnamiens sont massacrés dans tout le pays. L'Annam et le Siam décident de proclamer Ang Duong roi du Cambodge sous leur double suzeraineté. Le roi tentera sans succès de se lier d’amitié avec la France (1853 et 1856).

1860
- 19 octobre : mort de Ang Duong. Début du règne de Norodom Ier, roi du Cambodge (fin en 1904).

1861
- Le roi Norodom Ier est chassé du Cambodge par une rébellion conduite par son frère Si Votha. Il se réfugie au Siam.

## Protectorat français (1863-1949)
1863
- 23 avril : Le roi du Cambodge, Norodom Ier, chassé de son pays, propose au lieutenant Ernest Doudart de Lagrée un accord par lequel il accepterait que soit établi un protectorat français sur le Cambodge.
- 11 août : Norodom Ier ratifie le traité de protectorat qui garantit notamment une aide française en cas d’agression extérieure en échange du droit pour les ressortissants français de s’installer et de la liberté de pratiquer la religion chrétienne[1].

1865
- Début de l’insurrection populaire dirigée par Po Kombo au Cambodge. Le roi Norodom Ier doit faire appel aux forces françaises venues de Cochinchine qui contribuent à réprimer l’insurrection (1867).

1866
- Transfert de la capitale cambodgienne d’Oudong à Phnom Penh.

1867
- 15 juillet : traité franco-siamois de Bangkok. Le Siam renonce à ses droits sur le Cambodge et reconnaît le protectorat français, mais obtient les provinces de Battambang, Siem Reap et Sisophon. Ratifié le 24 octobre.

1884
- 17 juin : Le gouverneur de Cochinchine Charles Thomson impose une convention au roi Norodom. Le Cambodge est annexé par la France.

1885
- Insurrection dans la province de Kampot (1885-1887).

1887
- Octobre : La France crée l'Union indochinoise (Cochinchine, Annam, Tonkin, Cambodge et Laos en 1893) sous l’autorité d’un gouverneur général représentant la France. Si la royauté est conservée, elle est vidée de toute substance au profit des résidents.

1896
- 15 janvier : Accord franco-britannique sur les sphères d'influence au Siam. Les Britanniques abandonnent l’exigence d’un glacis entre les colonies françaises et la Birmanie, la France s’engageant à garantir l’indépendance du Siam. La province d’Angkor est cédée au Cambodge.

1904
- 13 février : une commission franco-siamoise est créée pour délimiter la frontière entre le Cambodge et la Thaïlande[2].
- 25 avril : Début du règne de Sisowath, roi du Cambodge (fin en 1927).

1907
- 23 mars : signature d'un traité franco-siamois qui entérine le retour au Cambodge des provinces de Battambang, Siem Reap et Sisophon[3]. Plus au nord, le temple de Preah Vihear est attribué au Cambodge[2].

1927
- 9 août : Début du règne de Sisowath Monivong, roi du Cambodge (fin en 1941).

1930
- Création du Parti communiste indochinois (PCI) par Hô Chi Minh

1940
- Fondation du mouvement khmer issarak

1941
- Janvier : Guerre franco-thaïlandaise. Les troupes thaïlandaises entrent au Cambodge.
- 24 avril : Le prince Norodom Sihanouk, 18 ans, devient roi du Cambodge.
- 9 mai : Aux termes de l’accord franco-thaïlandais signé à Tokyo, la Thaïlande obtient les provinces de Battambang et de Siem Reap qu'elle conservera jusqu'en 1946.

1942
- 20 juillet : Manifestations anticolonialistes à Phnom Penh, connue sous le nom de révolte des ombrelles.

1945
- 10 mars : Proclamation de l’indépendance du Cambodge à Phnom Penh.
- 13 août : Les nationalistes, soutenus par les Japonais, prennent le pouvoir au Cambodge. Son Ngoc Thanh est nommé Premier ministre.
- 16 octobre : Retour des Français au Cambodge. Son Ngoc Thanh est arrêté. Sisowath Monireth devient Premier ministre. Dissolution, par ordre du roi, de l'Assemblée constituante, largement dominée par le Parti démocrate pour lequel militaient, entre autres, Saloth Sar (Pol Pot) et Ieng Sary.

1946
- 7 janvier : Norodom Sihanouk doit se contenter de l’autonomie interne.
- 1er septembre : Le parti démocrate rafle 50 des 67 sièges en jeu lors des premières élections législatives que connait le Cambodge[4].
- 15 décembre : Sisowath Youtevong est nommé Premier ministre[5].
- Dissolution du PCI, qui se scinde en trois partis, à l'image des trois nouveaux pays issus de l'Indochine; naissance entre autres du PCK, Parti communiste du Kampuchéa.

1947
- 25 juillet : Sisowath Vatchayavong devient Premier ministre.
- 21 décembre : le parti démocrate conserve la majorité à l'Assemblée nationale lors des nouvelles élections législatives[6].

1948
- 20 février : Chhean Vam accède au poste de Premier ministre.
- 7 septembre : Penn Nouth accède pour la première fois au poste de Premier ministre.

1949
- 12 février : Yem Sambaur est nommé Premier ministre.
- 18 septembre : Norodom Sihanouk prétexte les dissensions internes au sein du parti démocrate pour dissoudre l'Assemblée nationale[7].
- 20 septembre : Ieu Koeus devient - pour une semaine - Premier ministre.
- 29 septembre : Yem Sambaur retrouve son poste de Premier ministre.
- 1er octobre : À Siem Reap, Dap Chhuon, l'un des chefs rebelle Khmers issarak annonce son ralliement au gouvernement royal avec ses 400 hommes[8]

## État associé de l'union française (1949-1953)
1949
- 8 novembre : Accord franco-cambodgien: la France concède au Cambodge le statut d'état associé au sein de l'Union française[9].

1950
- 28 avril : Norodom Sihanouk, récupère le poste de Premier ministre[10].
- 1er juin : le poste de Premier ministre est confié à Sisowath Monipong.

1951
- 3 mars : Oum Chheang Sun est le nouveau Premier ministre[11].
- 28 juin : Création du Parti révolutionnaire du peuple cambodgien (PRPC)[12].
- 9 septembre : victoire du Parti démocrate aux élections législatives[13].
- 12 octobre : Huy Kanthoul, chef du Parti démocrate, devient Premier ministre.
- 29 octobre : retour triomphal du dirigeant indépendantiste Son Ngoc Thanh au Cambodge[14].

1952
- 9 mars : Son Ngoc Thanh rejoint les maquis de la forêt de Siem Reap, où il exprime le souhait d’une indépendance immédiate et l’établissement d’un gouvernement républicain au Cambodge[15]
- 15 juin : Dissolution par Norodom Sihanouk du gouvernement de Huy Kanthoul. Le roi reprend le poste de Premier ministre[16].

1953
- 24 janvier : Début de la croisade pour l'indépendance de Norodom Sihanouk. Il cède le poste de Premier ministre à Penn Nouth et se réfugie en Thaïlande.

## Royaume du Cambodge (1953-1970)
1953
- 9 novembre : Accord franco-cambodgien qui octroie pacifiquement l'indépendance au Royaume du Cambodge[17].
- 23 novembre : Penn Nouth cède son fauteuil de Premier ministre à Chan Nak

1954
- 7 avril : Norodom Sihanouk reprend le poste de Premier ministre.
- 18 avril : Penn Nouth retrouve pour la troisième fois le poste de Premier ministre.
- 3 mai : La conférence de Genève, ouverte le 26 avril, invite le Việt Minh et les gouvernements du Viêt Nam, du Laos et du Cambodge à participer aux négociations sur l’Indochine.
- 20 juillet : Accord de paix de Genève mettant fin à la guerre d'Indochine. Indépendance totale du Laos et du Cambodge, évacués par le Việt Minh[18].

1955
- 26 janvier : Leng Ngeth devient Premier ministre.
- 3 mars : Norodom Sihanouk abdique, donne à son père, Norodom Suramarit, le titre de souverain du Cambodge et fonde le Sangkum Reastr Niyum en vue de se présenter aux élections du mois d'octobre[19].
- 18 mai : Traité militaire entre le Cambodge et les États-Unis[20].
- 3 octobre : Le Sangkum Reastr Niyum gagne les élections législatives avec 82 % des votes et Norodom Sihanouk est choisi comme Premier ministre du pays[21].

1956
- 5 janvier : Oum Chheang Sun est le nouveau Premier ministre.
- 29 février : Norodom Sihanouk retrouve pour un mois le poste de Premier ministre.
- 24 mars : Khim Tit devient Premier ministre.
- 15 septembre : Norodom Sihanouk reprend le fauteuil de Premier ministre. Il accepte l'aide militaire des États-Unis pour lutter contre la guérilla communiste mais également celle de la Chine populaire, provoquant l'ire des États-Unis.
- 25 octobre : Le poste de Premier ministre échoit à Sam Yun

1957
- 12 février : Le Cambodge affirme sa neutralité.
- 9 avril : Norodom Sihanouk retrouve pour la 8e fois le poste de Premier ministre.
- 26 juillet : Sim Var devient le nouveau Premier ministre[22].
- 11 août : Débat public entre Norodom Sihanouk et les dirigeants du parti démocrate au cours duquel ces derniers sont humiliés puis molestés; l’événement précipitera la fin de la principale formation politique opposée au prince[23].

1958
- 11 janvier : Ek Yi Oun remplace Sim Var au poste de Premier ministre.
- 17 janvier : Penn Nouth devient pour la 4e fois Premier ministre.
- 23 mars : Le Sangkum Reastr Niyum rafle 1 646 488 des 1 646 897 suffrages exprimés lors des élections législatives et, sans surprise, la totalité des sièges en jeu[24].
- 29 avril : Retour de Sim Var au poste de Premier ministre.
- 10 juillet : Norodom Sihanouk est pour la 9e fois Premier ministre et prend Hou Yuon et Hu Nim dans son gouvernement[25].

1959
- 13 janvier : dans un discours prononcé à Kampong Cham, Norodom Sihanouk dénonce « le complot de Bangkok », une conjuration visant à le déposer, mise en place par le premier ministre thaïlandais Sarit Thanarat avec la complicité des services américains[26].
- 31 août : un attentat au palais royal tue trois personnes dont le prince Vakravan, directeur du protocole[27].

1960
- 3 avril : le roi Norodom Suramarit meurt « des suites d’une longue maladie »[28]
- 19 avril : Pho Proeung devient Premier ministre.
- 5 juin : Norodom Sihanouk, qui avait refusé de remonter sur le trône, est nommé chef de l'État par les membres de l'Assemblée nationale[29].

1961
- 28 janvier : Retour de Penn Nouth au poste de Premier ministre.
- 17 novembre : Norodom Sihanouk reprend le fauteuil de Premier ministre.

1962
- 13 février : Nhiek Tioulong est le nouveau Premier ministre.
- 10 juin : Élections législatives au Cambodge; le Sangkum Reastr Niyum de Norodom Sihanouk rafle la totalité des sièges.
- 15 juin : la cour internationale de justice de La Haye décide par 9 voix contre 3 d'attribuer la souveraineté du temple de Preah Vihear au Cambodge[30].
- 6 août : Chau Sen Cocsal Chum remplace Nhiek Tioulong au poste de Premier ministre.
- 6 octobre : Norodom Kantol est le nouveau Premier ministre. Il le restera 4 ans, établissant un record de longévité dans le premier royaume du Cambodge (celui qui succéda à l'indépendance).

1963
- 5 novembre : Norodom Sihanouk déclare vouloir se dispenser « de l’aide économique et militaire du monde libre » si les Khmers Serei ne cessent pas leurs émissions depuis la Thaïlande et le Sud Viêt Nam d’ici à la fin de l’année[31]
- 9 novembre : Lors de la célébration de l’anniversaire de l’indépendance, Norodom Sihanouk annonce des réformes économiques de grande envergure, notamment la privatisation des banques, des agences d’import-export, des distilleries, le contrôle des importations de produits de luxe et l’abandon de l’aide américaine[32].
- 22 décembre : Songsakd Kitchpanich, directeur de la Banque de Phnom Penh s’enfuit à Saigon à bord de son avion personnel ; il aurait emmené avec lui 4 millions de dollars d’actifs et demanda l’asile politique à la République du Viêt Nam. Il utilisa une partie de sa fortune – venant au moins en partie de l’argent détourné – pour financer les rebelles Khmers Serei[33].

1964
- septembre 1964 : Alors en visite à Pékin, Norodom Sihanouk obtient une importante aide « sans condition du gouvernement chinois »[34].
- décembre 1964 : Une conférence khméro-américaine en vue d’aplanir le différend entre les deux pays se solde par un échec[35].

1965
- février – mars : « Conférence des peuples indochinois » à Phnom Penh comportant, outre le Sangkum, réunit des représentants des différentes guérillas communistes et des minorités ethniques du Sud Viêt Nam proches d’eux; l’intervention des États-Unis en Asie du Sud-est est condamnée[36].
- 3 mai : rupture des relations diplomatiques entre les États-Unis et le Cambodge[37].

1966
- 1er septembre : Discours de Phnom Penh du Général de Gaulle qui appelle les États-Unis à se retirer du Viêt Nam[38].
- 11 septembre : victoire des candidats de l'aile droite du Sangkum Reastr Niyum aux élections législatives[39].
- 22 octobre : Le général Lon Nol devient Premier ministre[40].

1967
- Avril: révolte paysanne à Samlaut (province de Battambang), souvent présentée par les responsables khmers rouges comme le début de leur guérilla[41].
- 7 avril : Norodom Sihanouk menace de faire convoquer Hou Yuon et Khieu Samphân devant des tribunaux militaires afin de leur « poser quelques questions ». Craignant pour leurs vies, les deux intéressés prennent le maquis[42].
- 1er mai : Son Sann remplace Lon Nol au poste de Premier ministre.
- 27 août : Nguyễn Thượng, nommé ambassadeur de la république démocratique du Viêt Nam à Phnom Penh, présente ses lettres de créances à Norodom Sihanouk[43].
- 7 octobre : menacé à son tour par Norodom Sihanouk d'être traduit devant un tribunal militaire, Hu Nim s’enfuit vers une base du PCK de la chaîne des Cardamomes[44].

1968
- 10 janvier : Visite à Phnom Penh de Chester Bowles, ambassadeur des États-Unis à New Delhi[45]. D'après certaines sources à Washington, Norodom Sihanouk aurait fait part de sa tolérance quant à des bombardements américains des bases du Việt Cộng sur le territoire cambodgien ; Sihanouk démentira plus tard avoir jamais donné un tel accord[46].
- 18 janvier : Début de la lutte armée décidée par la direction du PCK contre le régime de Norodom Sihanouk[47].
- 31 janvier : Penn Nouth devient pour la 6e fois Premier ministre.
- Septembre : Visite à Phnom Penh de Eugene R. Black, Sr. (en), ancien président de la banque mondiale et conseiller du président Johnson aux affaires économiques pour l’Asie du Sud-Est, officiellement pour des discussions sur le développement du bassin du Mékong[48].
- Octobre : Cheng Heng, un député apolitique est nommé président de l’Assemblée nationale. Personne alors ne se doute qu’il remplacera dans 18 mois Norodom Sihanouk à la tête de l'État[49].

1969
- 18 mars : début de l'opération Menu, destinée à bombarder des bases du Việt Cộng et du Việt Minh au Cambodge. Au total, ce seront plus de 3 500 sorties étalées sur 14 mois[50].
- 9 mai : le New York Times rapporte les bombardements secrets dans l'un de ses articles. Afin de découvrir qui, au gouvernement, est à l'origine de cette fuite, le FBI met sous écoute la ligne téléphonique de Morton Halperin, un aide d'Henry Kissinger, alors conseiller à la Défense Nationale. Début du scandale du Watergate.
- Juin: restauration des relations diplomatiques entre le Cambodge et les États-Unis[51].
- 14 août : Lon Nol redevient Premier ministre[52].
- 23 octobre : Lon Nol part pour raison médicale en France[53].
- Novembre : L’état-major américain au Sud-Viêt Nam reconnait que le seul résultat obtenu par les bombardements a été de disperser les unités Việt Minh dans des zones plus densément peuplées du Cambodge[50].

1970
- 6 janvier Le prince Norodom Sihanouk quitte Phnom Penh pour venir en France suivre une cure médicale[54]. En l'absence de Lon Nol, c'est Sisowath Sirik Matak qui dirige le pays[55].
- 18 février : Lon Nol est de retour[56].
- 11 mars : Une manifestation violente a lieu à Phnom Penh, durant laquelle les ambassades de la République démocratique du Viêt Nam (Nord Viêt Nam) et du Gouvernement révolutionnaire provisoire de la République du Sud Viêt Nam sont complètement détruites[57]. Lon Nol s'excuse publiquement, mais donne 72 heures aux Nord-Vietnamiens pour quitter le Cambodge.
- 13 mars : À Paris, Norodom Sihanouk menace d'emprisonner et de mettre à mort les membres du gouvernement qui se livreront à de nouvelles mesures de la sorte et annonce sa décision de partir en visite officielle en Union soviétique puis en Chine avant de rentrer à Phnom Penh[58]
- 18 mars : Lon Nol et Sirik Matak, grâce à un vote de défiance de l'Assemblée nationale contre Norodom Sihanouk, font tomber le gouvernement. Cet événement va transformer la guerre du Viêt Nam en guerre d'Indochine.
- 19 mars :
  - Proclamation de l'état d'urgence.
  - Norodom Sihanouk arrive à Pékin.
- 21 mars : M. Cheng Heng prête serment comme chef de l’État. L’ancien gouvernement présidé par le général Lon Nol reste en place.
- 23 mars :
  - Norodom Sihanouk crée le FUNK (Front uni national du Kampuchéa), un gouvernement d’union nationale et une armée de libération nationale. Les monarchistes s'associent avec les Khmers rouges (PCK) pour contrer le nouveau gouvernement.
  - Les émeutes se répandent parmi les cambodgiens pro-Sihanouk. Deux membres du Parlement, dont un des frères de Lon Nol, sont tués.
- 26 mars : Des éléments favorables au prince Norodom Sihanouk manifestent sur l’ensemble du territoire cambodgien, notamment à Kompong Cham (50 morts). Le gouvernement déclare que la foule hostile était formée de communistes vietnamiens.
- 28 mars : Le gouvernement de Lon Nol rappelle les réservistes et les anciens militaires.
- 29 mars : Des éléments armés favorables au prince Norodom Sihanouk et des unités Viêt Công passent à l’attaque contre l’armée cambodgienne.
- 30 mars : Le gouvernement de Lon Nol crée une force supplétive destinée à renforcer l’armée et fait appel aux volontaires civils de dix huit à quarante cinq ans.
- 10 avril : À Prasot, des soldats cambodgiens massacrent une centaine de Vietnamiens.
- 15 avril :
  - Le général Lon Nol lance un appel à une aide extérieure de « toute provenance ».
  - Des corps de Vietnamiens tués par balles, dont certains ont les mains liés dans le dos, sont découverts flottant sur le Mékong.
- 16 avril : Le gouvernement de Lon Nol demande officiellement l’aide militaire des États-Unis, demande qui sera renouvelée le 22 avril.
- 24 et 25 avril : Une conférence des dirigeants de la gauche indochinoise regroupant le prince Norodom Sihanouk (Cambodge), le prince Souphanouvong (Laos), MM Phạm Văn Đồng (Viêt Nam du Nord) et Nguyen Huu Tho (FNL sud vietnamien) décide l’unification des luttes de libération dans la péninsule indochinoise. Une déclaration du gouvernement chinois salue le communiqué final dont les signataires rejettent l’idée relancée par Paris, d’une conférence sur l’Indochine[59].
- 29 avril : Saïgon annonce officiellement que ses troupes ont franchi la frontière cambodgienne pour détruire les bases du Viêt Công dans le « bec de canard », avec l’aide de l’aviation, de l’artillerie et de la logistique américaine.
- 30 avril : Le président Nixon annonce que plusieurs milliers de soldats américains et sud-vietnamiens ont pénétré au Cambodge.
- 1er mai: manifestations monstres aux États-Unis et partout ailleurs dans le monde dénonçant cette invasion. Ces protestations feront plusieurs morts aux États-Unis parmi les civils.
- 5 mai : création du Gouvernement royal d'union nationale du Kampuchéa (GRUNK) en Chine, par Norodom Sihanouk[60].
- 29 juin : après soixante jours d'invasion, tel que promis, les troupes américaines quittent le Cambodge.

## République khmère (1970-1975)
1970
- 9 octobre : Proclamation de la République khmère. La monarchie, en place depuis 1168 ans, est abolie.

1971
- 6 mai : Sisowath Sirik Matak remplace Lon Nol au poste de Premier ministre.
- Juin: avec les recommandations du président américain, Lon Nol projette d'accroître l'armée cambodgienne à 220 000 soldats d'ici deux ans. Enrôlement d'enfants pour atteindre ce but.
- Décembre: Richard Nixon : « The aid program for Cambodia is, in my opinion, probably the best investment in foreign assistance that the United States has made in my lifetime. The Cambodians, a people, seven million only, neutralists previously, untrained, are tying down 40 000 North Vietnamese regulars. If those North Vietnamese weren't in Cambodia they'd be over killing Americans. […] the dollars we send to Cambodia save american lives and help us to bring Americans home. »

Le gouvernement cambodgien estime déjà à environ 2 millions le nombre de personnes déplacées à l'intérieur du pays.
1972
- 18 mars : Près de 30 ans après sa première expérience, Son Ngoc Thanh est à nouveau nommé Premier ministre.
- 3 septembre : Élections législatives; le Parti social républicain proche du pouvoir rafle la totalité des sièges.
- 15 octobre : En désaccord avec Lon Nol, Son Ngoc Thanh est poussé à la retraite et est remplacé par Hang Thun Hak au poste de Premier ministre.

1973
- 9 février : Les bombardements américains s'intensifient. Près de 250 000 tonnes de bombes seront larguées en six mois dans le but d'éradiquer les bases communistes. La population, horrifiée par ces attaques, commence à rejoindre les rangs des Khmers rouges.
- 6 mai : In Tam est le nouveau Premier ministre.
- 10 mai : alarmée par la montée du scandale du Watergate et des activités illégales des agences de renseignement américaines, la Chambre des représentants bloque le transfert des fonds servant aux bombardements américains au Cambodge.
- 20 juin : Le Congrès des États-Unis interdit à l’administration tout bombardement sur le Cambodge au-delà du 15 août.
- 7 août : la ville de Neak Luong, dernière défense aux abords du fleuve Mékong, reçoit 30 tonnes de bombes par un bombardier américain dû à une erreur de navigation. Plus de 137 habitants seront tués. Cette attaque renouvellera l'intensité des combats de la part des Khmers rouges, qui sont désormais entre 60 000 et 125 000, selon les estimations.
- 15 août : Fin des bombardements américains au Cambodge, marquant officiellement la fin de 12 ans d'affrontements armés dans le sud-est asiatique.
- 26 décembre : Nomination de Long Boret, dernier Premier ministre de la République khmère.

1974
- 1er janvier: les Khmers rouges entourent la capitale, Phnom Penh. Toutes les routes d'accès sont paralysées, dont l'aéroport. Près de 139 civils seront tués, 10 000 maisons détruites.
- 18 mars : Prise de Oudong, ancienne capitale royale du Cambodge, par les Khmers rouges. La ville est rasée et la plupart de ses 20 000 habitants sont déportés ou exécutés.
- 1er avril: les Khmers rouges prennent la ville de Neak Luong et contrôlent le fleuve Mékong.
- 29 juillet : les accusations concernant le scandale du Watergate tombent. Le président Nixon est accusé, entre autres, d'avoir conduit une guerre illégale au Cambodge.
- 9 août : le Président Nixon démissionne de son poste. Gerald Ford devient Président des États-Unis.
- Novembre: le gouvernement de Lon Nol est reconnu officiellement par les Nations unies, au détriment du gouvernement en exil de Sihanouk, par un vote très serré.

1975
- 1er avril : Démission et exil de Lon Nol, président de la république du Cambodge.
- 12 avril : Les derniers Américains quittent le Cambodge.

## Kampuchéa démocratique (1975-1979)
1975
- 17 avril : le FUNK (Front uni national du Kampuchéa), allié aux Khmers rouges, prend le contrôle de la capitale Phnom Penh. Penn Nouth est nommé Premier ministre du Kampuchéa démocratique. Les habitants sont en liesse. Les Khmers rouges procèdent aussitôt à l'évacuation de la ville.
- 12-15 mai : incident du Mayagüez. Le cargo américain Mayagüez est arraisonné par des Cambodgiens. Gerald Ford exige la libération immédiate du navire et de son équipage.

1976
- 20 mars : Élections de l'Assemblée des représentants du peuple. Les khmers rouges, seuls habilités à présenter des candidats, raflent sans surprise la totalité des 250 sièges.
- 4 avril : Norodom Sihanouk, réinstallé au pouvoir en 1975, démissionne. Khieu Samphân est nommé Premier ministre à la place de Penn Nouth, proche du monarque.
- 13 mai : Khieu Samphân est désigné pour remplacer Norodom Sihanouk. Pour le remplacer au poste de Premier ministre, on fait appel à un représentant des ouvriers des plantations d'hévéas du nom de Pol Pot.

1977
- 31 décembre : Rupture des relations diplomatiques entre le Viêt Nam et le Cambodge. Les Khmers rouges, qui rêvent de conquérir la Cochinchine perdue au XVIIe siècle, lancent des incursions contre le Viêt Nam et s’en prennent aux Vietnamiens résidant au Cambodge.

1978
- 2 décembre : Dans une portion du territoire contrôlée par l'armée vietnamienne, des Cambodgiens hostiles au régime de Pol Pot créent le Front uni national pour le salut du Kampuchéa (FUNSK).
- 25 décembre : Début de l'invasion du Cambodge par les troupes vietnamiennes[61].

## République populaire du Kampuchéa (1979-1989)
1979
- 7 janvier : le régime des Khmers rouges est renversé par l'armée vietnamienne;
- 11 janvier : la république populaire du Kampuchéa est proclamée par les dirigeants du FUNSK emmenés par Heng Samrin et sous la "bienveillante protection" des Vietnamiens[62];
- octobre : Son Sann, un ancien premier ministre du Sangkum, fonde le Front national de libération du peuple khmer (FLNPK), une force de résistance contre la République populaire du Kampuchéa[63];
- 14 novembre : À l'instigation des États-Unis, de la Chine, de l'Europe de l'Ouest et des pays de l'ANASE, l'Assemblée générale des Nations unies confirme la condamnation par le Conseil de sécurité de l’intervention vietnamienne. Deux décisions sont prises qui seront maintenues pendant dix ans :

1. les Khmers rouges sont les seuls représentants légitimes du Cambodge à l'ONU et dans toutes les institutions du système des Nations unies
2. un embargo interdit toute aide au développement vers le Cambodge.

1980
- 22 octobre : l'organisation des Nations unies adopte la résolution 35/6 quant à la convocation d’une conférence sur le Kampuchéa qui aura lieu à New York en juillet 1981. 79 pays et 13 observateurs sont présents, mais ni l’URSS, ni le Viêt Nam, encore moins la république populaire du Kampuchéa, n’y participent[64].

1981
- mars : le prince Norodom Sihanouk de créer sa propre formation, le Front uni national pour un Cambodge indépendant, neutre, pacifique et coopératif (FUNCINPEC), une autre force de résistance contre la République populaire du Kampuchéa[65].
- 27 juin : Pen Sovan devient Premier ministre de la République populaire du Kampuchéa
- 5 décembre : à la suite de la mise à l'écart de Pen Sovan, Chan Sy le remplace au poste de Premier ministre.

1982
- 22 juin : formation du Gouvernement de Coalition du Kampuchéa Démocratique (en) (GCKD), gouvernement de coalition en exil, anti-vietnamien. Présidé par Norodom Sihanouk à Pékin, et reconnu par l'ONU, Son Sann en est le premier ministre et Khieu Samphân le vice-premier ministre chargé des affaires étrangères[66].

1984
- Octobre :Les principales bases de la coalition des trois mouvements de résistance sont détruites par les Vietnamiens entre octobre 1984 et avril 1985.

1985
- 14 janvier : Hun Sen Premier ministre.

1987
- 2-4 décembre : Première rencontre entre le prince Norodom Sihanouk et Hun Sen à Fère-en-Tardenois en France.

1988
- 20 & 21 janvier : seconde rencontre entre Hun Sen et Norodom Sihanouk à Saint-Germain-en-Laye, toujours en France[67];
- À l'automne, sur ordre de Khieu Samphân, des milliers de réfugiés sont envoyés, sous le feu de l'artillerie vietnamienne, ravitailler les khmers rouges en munitions et en vivres. Plus d'un demi-millier d'entre eux seront massacrés dans cette mission suicidaire.

## État du Cambodge (1989-1993)
1989
- 30 avril : l'Assemblée nationale entérine une révision constitutionnelle importante : la république populaire du Kampuchéa adopte le nouveau nom officiel d'État du Cambodge, modifie son drapeau et son hymne national ; le nouveau régime se proclame « neutre, pacifique et non aligné » ; le bouddhisme est déclaré religion nationale et la constitution inclut des garanties quant à la propriété privée et aux droits de l'homme[68];
- 24 juillet : nouvelle entrevue entre Hun Sen et Sihanouk à la Celle-Saint-Cloud, mais elle se solde par un échec[69];
- 30 juillet-30 août : Conférence de l'ONU à Paris sur le Cambodge. Malgré des tentatives de pourparlers en faveur de la paix, dès 1988, entre le gouvernement et les trois mouvements de résistance, peu de progrès sont accomplis avant 1990[70];
- 27 septembre : Retrait des dernières troupes vietnamiennes;
- novembre : Gareth John Evans, ministre australien des Affaires étrangères, propose de mettre le pays sous tutelle de l'ONU durant une période intermédiaire entre un cessez-le-feu et des élections[71];

1990
- 15 & 16 janvier : les cinq membres permanents du conseil de sécurité des Nations unies acceptent de prendre en charge le règlement de la question cambodgienne et se mettent d’accord sur un plan qui doit servir de base à de futures négociations[72];
- 9 & 10 septembre : troisième Jakarta Informal Meeting entre les représentants de l'État du Cambodge et des trois factions de la résistance durant lequel est élaboré le projet d’un Conseil National Suprême (CNS) qui deviendra le représentant officiel du Cambodge à l’international[73];
- 21 au 23 décembre : nouvelle réunion à Paris des quatre factions cambodgiennes[74].

1991
- 17 juillet : nouvelle rencontre des quatre factions à Pékin où ils acceptent la mise sous tutelle internationale du Cambodge jusqu’à la tenue d’élections organisées sous l’égide d’une autorité provisoire des Nations unies[75];
- 17 & 18 octobre : au cours d’un congrès extraordinaire, le Parti révolutionnaire du peuple du Kampuchéa, la formation au pouvoir à Phnom Penh, opère les changements nécessaires pour participer à des élections ; il abandonne toute référence au marxisme-léninisme, adopte le multipartisme et l’économie de marché. Enfin, il prend le nom de Pracheachon, traduit en français par Parti du peuple cambodgien qu’utilisait déjà la vitrine officielle du parti communiste du Kampuchéa dans les années 1950 et 1960[76];
- 23 octobre : accords de Paris sur le Cambodge ; le Cambodge est mis sous la tutelle des Nations unies. Création de l'Autorité provisoire des Nations unies au Cambodge (APRONUC)[77];
- 14 novembre : retour de Norodom Sihanouk au Cambodge après treize ans d'exil.
- 27 novembre : Conformément aux accords de Paris du 23 octobre, Khieu Samphân et Son Sen retournent à Phnom Penh pour y ouvrir une antenne du mouvement khmer rouge, mais évitent de peu le lynchage par une foule en furie. Ils ne devront la vie sauve qu’à l’intervention de la police de l'État du Cambodge[78]

1992
- 28 février : l'APRONUC est chargée de maintenir la paix et d'organiser des élections constituantes au Cambodge.

1993
- 23 mai : victoire de l’opposition royaliste (proche de Norodom Sihanouk) aux élections constituantes.
- 2 juillet : Norodom Ranariddh Premier ministre.

## Royaume du Cambodge (Depuis1993)
1993
- 24 septembre : Norodom Sihanouk est à nouveau couronné roi du Cambodge, plus de 38 ans après son abdication du 2 mars 1955.

1994
- 7 juillet : les Khmers rouges sont mis hors-la-loi par l'Assemblée nationale. Ils sont impliqués dans une série d’affrontements avec le gouvernement à propos des territoires occupés par les rebelles.

1996
- 8 août : Le dirigeant Khmer rouge Ieng Sary se rallie au régime de Phnom Penh avec des milliers de rebelles[79].

1997
- 6 juillet : à la suite d'un coup de force mené par Hun Sen, Norodom Ranariddh est évincé du pouvoir. Ung Huot le remplace comme Premier ministre.
- 25 juillet : Pol Pot, capturé par des « camarades » dans la forêt cambodgienne, est condamné par un tribunal khmer rouge à la résidence surveillée à vie.

1998
- 15 avril : mort de Pol Pot, d'une crise cardiaque.
- 26 juillet : Élections législatives au Cambodge. Le PPC du second Premier ministre Hun Sen remporte 39 % des voix, devant le FUNCINPEC du prince Norodom Ranariddh, premier Premier ministre crédité de 30 % des voix.
- 8 septembre : Après quatorze jours d'inhabituelle patience, le gouvernement utilise la force publique pour disperser les manifestants de l'opposition, qui campaient Place de la Démocratie, dans un « sit-in » ininterrompu devant l'Assemblée nationale. Il le fait avec une relative modération : on ne déplore qu'un seul blessé léger.
- 30 novembre : Hun Sen est officiellement seul Premier ministre.
- 15 décembre : L'ANASE reporte l'adhésion du Cambodge.
- 29 décembre : Les dirigeants khmers rouges Khieu Samphân et Nuon Chea se rallient au gouvernement de Hun Sen[80].

1999
- 6 mars : le dirigeant khmer rouge Ta Mok est arrêté à la frontière thaïlandaise.
- 30 avril : le Cambodge devient membre de l'ANASE.

2000
- 29 avril : résolution de l'Assemblée générale des Nations unies pour la création d'un tribunal international.

2002
- 3 février : premières élections municipales ; le Parti du peuple cambodgien, rafle 60 % des suffrages et 98,5 % des 1 621 mairies en lice[81].

2003
- 29 janvier : émeutes anti-thaïlandaises à Phnom Penh à la suite des propos prêtés à une chanteuse du royaume voisin selon lesquels Angkor serait thaï. L'artiste démentira par la suite n'avoir jamais tenu de tels propos[82],[note 1].
- 27 juillet : Élections législatives. Le PPC du Premier ministre Hun Sen remporte 73 des 123 sièges en jeu, mais doit composer avec le FUNCINPEC (26 sièges) pour former un nouveau gouvernement.
- 11 septembre : Le Cambodge devient membre de l'Organisation mondiale du commerce (OMC)[84].

2004
- 7 octobre : Norodom Sihanouk abdique en tant que roi du Cambodge[85].
- 14 octobre : Le fils de Sihanouk, Norodom Sihamoni, devient le nouveau roi du Cambodge[86].

2006
- 3 juillet : Les Chambres extraordinaires au sein des tribunaux cambodgiens, tribunal chargés de juger les derniers haut dirigeants khmers rouges encore en vie sont ouverts[79].

2008
- 7 juillet : l'inscription sur la liste du patrimoine mondial de l’UNESCO du temple de Preah Vihear dégénère en crise frontalière entre le Cambodge et la Thaïlande[87].
- 27 juillet : Élections législatives. Le Parti du peuple cambodgien du Premier ministre Hun Sen décroche 90 des 123 sièges en jeu. L'opposition conteste les résultats[88].

2009
- 25 octobre : arrachage d’une borne frontière provisoire dans la province de Svay Rieng, par Sam Rainsy, principal opposant, qui entend ainsi protester contre le programme de délimitation de la frontière entre le Cambodge et le Viêt Nam[89].

2013
- 28 juillet : nette percée de l'opposition aux élections législatives, qui remporte 56 des 123 sièges en lice[90].
- 11 novembre : un nouveau jugement de la cour internationale de justice confirme les droits du Cambodge sur l'ensemble du site de Preah Vihear classé au patrimoine mondial[91].

2014
- 22 juillet : accord entre l'opposition et la majorité sur le partage des responsabilités à l’Assemblée nationale qui clôt la crise née des élections parlementaires du 28 juillet 2013[92]